# Пророк Санбой
Проро́к Санбо́й (настоящее имя — Генна́дий Гера́симович Чернецо́в; род. 4 февраля 1969, Ярцево, Смоленская область) — российский видеоблогер, андеграундный музыкант и певец.

## Биография
Родился 4 февраля 1969 года в городе Ярцево, Смоленская область, где проживает и по сей день. С детства Геннадий был заядлым велосипедистом.
В 1987 году вместе с местными музыкантами Геннадий Чернецов, взявший псевдоним «Санбой» (Солнечный мальчик) собрал коллектив под названием «Подвал», а уже с конца 1980-х годов Геннадий ведёт бродячий образ жизни, приняв решение о сольной карьере. В 1989 году Геннадий вошел в Книгу Рекордов Гиннесса из за езды на велосипеде не держа руками за руль велосипеда играя одновременно на гитаре от Москвы и до Загорска (ныне Сергиев Посад) и за одно фиксировали операторы самого шоу.  В 1991 году принял участие в съёмках фильма «Ласточки и воробьи», где исполнил песню «Чёрное море».
В 1992 году он получил известность благодаря своему путешествию на велосипеде в Прагу, где на протяжении нескольких месяцев пел на улицах города для прохожих, а также проводил встречи с известными музыкантами, включая Карела Готта. По окончании поездки президент Чехии Вацлав Гавел подарил молодому певцу автобус марки Robur.
Всплеск популярности Пророка Санбоя в интернете произошёл в 2016 году, когда видеоверсия песни «Остров» набрала на видеохостинге YouTube более миллиона просмотров.
В 2016 году Геннадий пытался участвовать в национальном отборе Белоруссии на конкурс «Евровидение», но получил отказ от Белтелерадиокомпании.
5 февраля 2023 года в Смоленске состоялся концерт Пророка Санбоя в честь его дня рождения.
23 сентября 2023 года выступил на фестивале «НИЖНИЙ ИНТЕРНЕТ НАНОСИТ ОТВЕТНЫЙ УДАР» в Санкт-Петербурге, где являлся хедлайнером
Геннадий Чернецов ведёт свой видеоблог на YouTube, куда выкладывает не только песни, но и подробности личной жизни.
3 марта 2024 года полиция Санкт-Петербурга остановила концерт Пророка Санбоя в Action Club на Лиговском проспекте, после чего задержала музыканта. Причину своего задержания он не знал. На вопросы журналистов Санбой ответил: «Я политикой не занимаюсь, любовные песни пел». В итоге, Чернецову вменили организацию массового пребывания граждан, которое повлекло нарушение общественного порядка.
30 марта 2024 в Санкт-Петербурге состоялся совместный концерт Пророка Санбоя и шоумена Стаса Барецкого, который после исполнения своих песен, стал подыгрывать Санбою на барабанах. Сидя в гримёрке, Санбой, со слезами на глазах, восхитился: «Я во сне это увидел, что он на барабанах играет. Мой сон превратился в чудеса».
Озвучил внутренний голос главного героя в вышедшей 21 апреля 2024 года визуальной новелле «Альтушка для скуфа». 24 июля к игре вышло дополнение «Еще, еще!», в котором Геннадий дал голос всем персонажам. 

## Творчество
Чернецов не пишет мелодии для своих песен, а заимствует их у других исполнителей.
Основными темами творчества Чернецова являются философия («Зачем душа», «Остров», «Черёмуха», «Поезда», «Рамки Предательства»), природа («Травы весны», «Полынь трава», «Живая вода», «Небеса», «Змеи»), любовь к Родине («Я вырастал пацаном в Смоленске», «Солдаты Смоленщины», «Солнышко Смоленское», «Чёрное Море», «Ельня», «Русь», «По смоленским зубцам и башням»), политика («ГКЧП», «Чёрная Кошка», «Достала власть», «Ой, вибратор, вибратор», «Я каждый день встаю в чужой стране», «Выборы», «Мы заживем»), пацифизм («Когда наступает рассвет», «Два Самолета», «Саддам Хусейн», «1993», «Чечня-войне хватит») и иные («Что такое денди?», «Раньше ругали за рок», «Ба-Ба-Би-Бо-Бо», «Красные бантики», «Ты выпила водку», «Современная молодежь», «Тройка, Семерка и Туз», «Ведьмы», «Шахтеры и Зеки»), знаменитостям (группе Принцип «Мелодия моя», Тине Тернер «Джоконда», группе Нянечка «Света, ты королева минета», Владимиру Высоцкому «Побег на рывок»).
В 2025 году вышел альбом певца «Солнышко смоленское», состоящий из 12 песен, записанных на студии Сергея Дрюкова в Москве. Песня «Динозавры дискотек» записана совместно с известным артистом Пахомом («Зелёный слоник»). Также в 2025 году состоялась премьера сингла «А я доярка», записанного на студии в Смоленске.

## Личная жизнь
С конца 1990-х годов и по начало 2000-х годов состоял в незарегистрированном браке с Валентиной Космачёвой-Степановой, которая часто фигурировала в многочисленных видео Санбоя. Их совместная жизнь продолжалась вплоть до смерти Валентины в конце октября 2020 года от инсульта.
В течение 2020-х годов познакомился и некоторое время сожительствовал с Еленой "Дроздихой" Дроздовой (Елена Катаусиха), с которой и по сей день сохраняет близкие отношения. Елена Дроздова часто фигурирует в видероликах Пророка Санбоя, которые он выкладывает на свой YouTube-канал.

## Документальный фильм «Санбой: Питерские семечки»
4 февраля 2025 года, ко дню рождения Пророка Санбоя, был анонсирован документальный фильм «Санбой: Питерские семечки». Фильм посвящён гастролям и жизни артиста в Санкт-Петербурге в 2023–2024 годах. Фильм включает интервью с друзьями, коллегами и очевидцами, а также ранее не опубликованные видеоматериалы, снятые самим Санбоем и его окружением, позволяющие заглянуть за кулисы его творческого процесса. Режиссёром фильма выступил его продюсер Андрей Рузке, работавший с ним в 2023-2024 годах. 
29 марта 2025 года состоялась премьера фильма. Зрители тепло приняли фильм, отметив его искренность и глубокое погружение в жизнь и творчество Санбоя. Андрей Рузке заявил, что фильм будет показан в других городах, в том числе в Москве
18 мая 2025 года фильм вышел на Youtube канале Андрея Рузке.